# Adalberto Ramón Vieyra
Adalberto Ramón Vieyra (Argentina, 23 de junho de 1944) é um médico, pesquisador e professor universitário brasileiro.
Comendador da Ordem Nacional do Mérito Científico e membro titular da Academia Brasileira de Ciências, Vieyra é professor emérito da Universidade Federal do Rio de Janeiro (UFRJ).
Formado em medicina pela Universidade Nacional de Rosário (1970), na Argentina, Vieyra tem mestrado (1979) e doutorado (1982) em biofísica pela Universidade Federal do Rio de Janeiro, sob a orientação de Leopoldo de Meis. Com experiência em biofísica e fisiologia, a ênfase de seus estudos é a biofísica de processos e sistemas. Nesse campo, pesquisa principalmente os fenômenos de transporte iônico através de membranas biológicas e sua regulação em condições fisiológicas e patológicas.
Em 2015, tornou-se professor emérito de biofísica e fisiologia da UFRJ. Além de fazer parte da ABC, o Acadêmico também tem associações com a Sociedade Brasileira de Biofísica (SBBf), a Sociedade Brasileira para o Progresso da Ciência (SBPC), a Sociedade Brasileira de Bioquímica e Biologia Molecular (SBBq), além de ser membro correspondente da Academia Europeia de Ciências, Artes e Humanidades, localizada na Áustria.
Desde 2003 é diretor científico do Programa de Oncobiologia da UFRJ.